# Oberzier
Oberzier is een plaats in de Duitse gemeente Niederzier, deelstaat Noordrijn-Westfalen, en telt 3015 inwoners (2011).

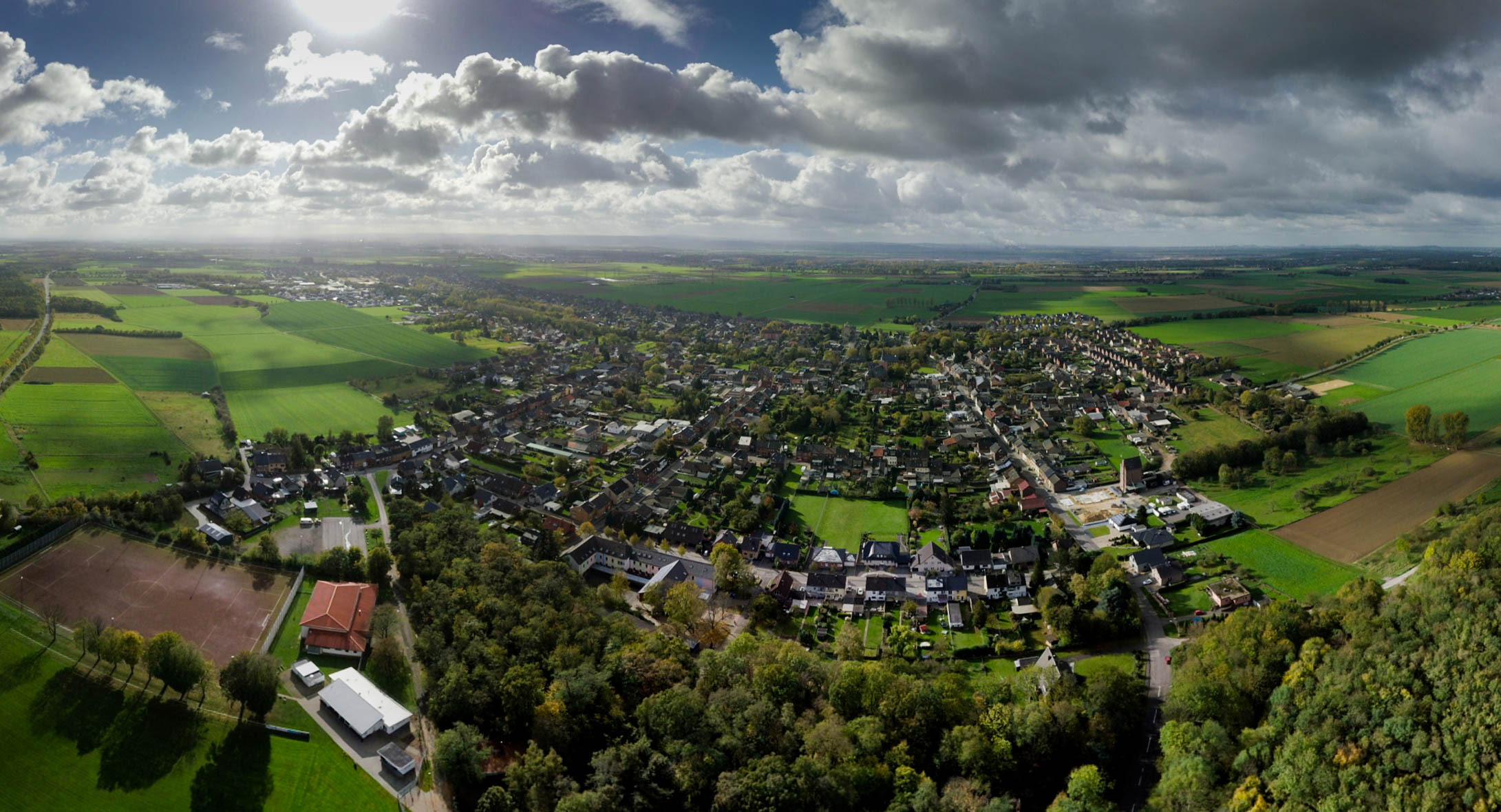
Niederzier en Unterzier